# 周海钧
周海钧（1932年10月—），男，江苏无锡人，中国药理学家，曾任中国药品生物制品检定所所长，中国药学会理事长、名誉理事长。